# Archives Beauce
Le centre d’archives régional agréé de la Beauce, géré par la Société du patrimoine des Beaucerons est situé au 4e étage de la Maison de la culture.

## Description
Partenaire de Bibliothèque et Archives nationales du Québec (BAnQ), la Société du patrimoine des Beaucerons possède plusieurs fonds d’archives provenant d’individus, de familles, d’organismes, de clubs sociaux, d’entreprises et de fabriques, dont la plupart sont accessibles et peuvent être consultés dans nos locaux.
La Société du patrimoine des Beaucerons met à la disposition des chercheurs une importante documentation sur la région de la Beauce : toutes les monographies d’histoire des municipalités et de précieux documents cadastraux, ainsi que la plus grande collection de photos au Québec et les journaux publiés en Beauce, notamment, La Vallée de la Chaudière, Le Guide, Beauce Week-end, Beauce Média.
Patrimoine bâti : au début des années 1980, la Société du patrimoine des Beaucerons a réalisé l'inventaire architectural des principaux bâtiments et des plus belles maisons de la vallée de la Chaudière particulièrement des villes de Saint-Georges, Notre-Dame-des-Pins, Beauceville, Saint-Joseph-de-Beauce, Saint-Frédéric, Vallée-Jonction et Sainte-Marie.